# Comuna Saksi
Saksi este o comună (vald) din Județul Lääne-Viru, Estonia.
1. ↑  Eesti piirkondlik statistika 2004 (în estonă), accesat în 1 aprilie 2020